# Шван, Кристиан Фридрих

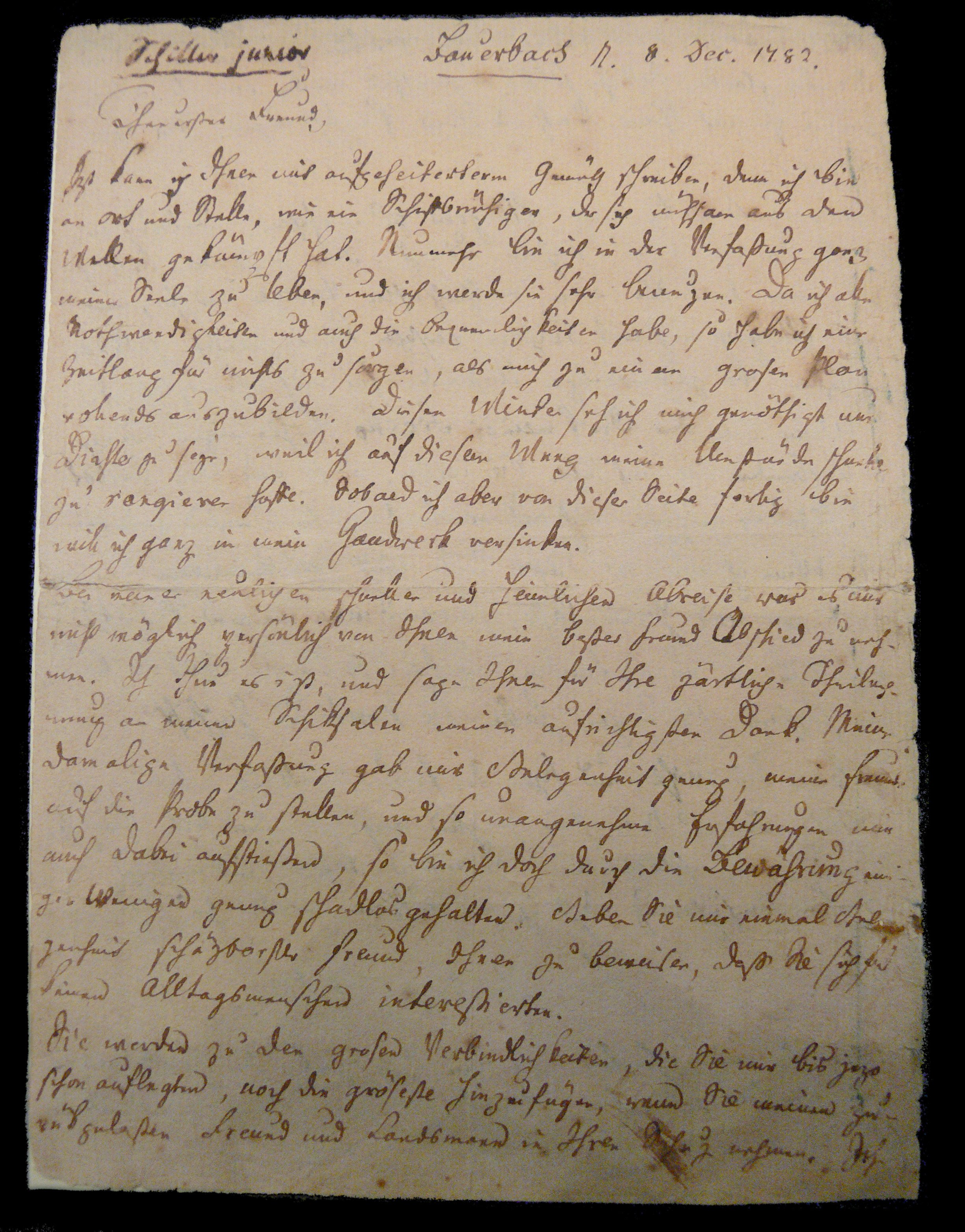
Письмо Фридриха Шиллера Кристиану Фридриху Швану, датированное 8 декабря 1782 года

Кристиан Фридрих Шван (нем. Christian Friedrich Schwan; 12 декабря 1733, Пренцлау — 29 июня 1815, Гейдельберг) — немецкий издатель и книготорговец.

## Биография
В 1751—1753 годах Шван изучал теологию в университетах Галле и Йены. В 1758 году работал корректором при петербургской академии. В 1762 году служил аудитором в полку принца Георга Гольштейн-Готторпского, затем состоял на службе в прусской армии. После командировок в Голландию и Франкфурт Шван женился в 1765 году на дочери книготорговца при мейнингенском дворе Эслингера и наследовал его книготорговое дело.
Книжный магазин и дом Шванов превратились в культурный центр Мейнингена, где собирались такие выдающиеся личности своего времени, как Лессинг, Гёте, Шубарт, Ленц, Виланд, Гердер и София фон Ларош. В 1765—1766 годах Шван издавал моралистский еженедельник «Невидимый» (нем. Der Unsichtbare), а в 1774—1779 годах — газету «Записная доска» (нем. Die Schreibtafel). В 1778 году Шван удостоился звания придворного камерного советника.
Шван был тесно связан с мангеймским театром. Он рекомендовал режиссёру фон Дальбергу для постановки пьесу Шиллера «Разбойники» и выпустил в 1782 году его театральную редакцию. В издательстве Швана были также впервые изданы такие произведения Шиллера, как «Заговор Фиеско в Генуе» (1783) и «Коварство и любовь» (1784). В 1785 году Шиллер сватался к дочери Швана Анне Маргарите (1766—1796), но получил от издателя вежливый отказ.
В 1794 году Шван покинул Мангейм в смутные времена после Французской революции и впоследствии проживал в Хайльбронне, Штутгарте и Гейдельберге. В 1764 году Шван опубликовал в Гааге «Русские анекдоты», которые годом позже были изданы на немецком языке во Франкфурте. Шеститомное издание немецко-французского словаря увидело свет в 1782—1798 годах в Мангейме. Далее Шван опубликовал «Иллюстрации всех светских и духовных орденов» (Мангейм, 1770) и «Иллюстрации тех орденов, которые имеют свою собственную орденское одеяние» (Мангейм, 1791).

## Словари Швана
- Nouveau dictionnaire de la langue allemande et françoise, 2 Bde., Mannheim 1782—1784 (daraus: Nouveau dictionnaire de la langue allemande et françoise. Extrait de son grand dictionnaire, 2 Bde., Ludwigsburg 1799—1800)
- Nouveau dictionnaire de la langue françoise et allemande, 4 Bde. und ein Supplementbd., Mannheim 1787-1789-1791-1793-1798 (daraus: Nouveau dictionnaire de la langue françoise et allemande. Extrait de son grand dictionnaire, 2 Bde., Tübingen 1802—1804)
- Dictionnaire abrégé et portatif allemand-français à l’usage des commençans et des écoles. Suivi d’un petit vocabulaire français-allemand, Mannheim 1809
- Wörterbuch der deutschen und französischen Sprache nach dem Wörterbuche der französischen Akademie und dem Adelungischen. Französisch-Deutscher Teil, 2 Bde., Offenburg/Frankfurt a. M. 1810; Deutsch-Französischer Teil, 2 Bde., Offenburg/Frankfurt a. M. 1811